# Pontinische Inseln
Die Pontinischen Inseln (auch „Pontinischer Archipel“ oder „Ponza-Inseln“ genannt) sind eine  Inselgruppe im Tyrrhenischen Teil des Mittelmeeres. Der Archipel gehört zur Provinz Latina der italienischen Region Latium. Er besteht aus den sechs der Apenninhalbinsel westlich vorgelagerten Inseln Ponza (namensgebend für die Inselgruppe und Hauptort), Gavi, Palmarola und Zannone im Westen sowie Ventotene und Santo Stefano im Osten.
Insgesamt wird die Inselgruppe von etwa 4100 Menschen ständig bewohnt. Administrativ ist sie auf zwei Gemeinden aufgeteilt: Ponza, Gavi, Palmarola und Zannone bilden gemeinsam die Gemeinde Ponza, während Ventotene und Santo Stefano zur Gemeinde Ventotene zusammengefasst sind. In den Sommermonaten, während der Hochsaison, halten sich allerdings deutlich mehr Menschen auf den Inseln auf.

## Geschichte
Seit prähistorischer Zeit besiedelt, wurden die Pontinischen Inseln auch in der römischen Ära bewohnt. Während des Mittelalters gehörten sie zum Herzogtum Gaeta und gelangten von dort in das Königreich Sizilien, wo sie bis zur Einheit Italiens blieben.
Die Gemeinden des Archipels, die von 1860 bis 1927 der Provinz Terra di Lavoro in Kampanien angehörten, wurden nach deren Auflösung der Provinz Neapel zugeordnet. Erst 1934, unter dem faschistischen Regime, wurden sie nach Latium übertragen und der neu gegründeten Provinz Littoria (später Latina) zugewiesen, zusammen mit dem ehemaligen Bezirk Gaeta.